# Hüllhorst
Hüllhorst is een plaats en gemeente in de Duitse deelstaat Noordrijn-Westfalen, gelegen in de Kreis Minden-Lübbecke. Hüllhorst telt 13.051 inwoners (31 december 2020) op een oppervlakte van 44,73 km².

## Plaatsen in de gemeente Hüllhorst
De gemeente Hüllhorst bestaat conform art.1 van haar hoofdverordening uit de volgende Ortschaften:
| Ortschaft             | Aantal inwoners | Oudste schriftelijke vermelding anno: | Ligging: |
| --------------------- | --------------- | ------------------------------------- | -------- |
| Ahlsen-Reineberg      | 910             | 1290                                  | Ligging: |
| Bröderhausen          | 637             | 1250                                  | Ligging: |
| Büttendorf            | 776             | 1042                                  | Ligging: |
| Holsen                | 1.011           | 1260                                  | Ligging: |
| Hüllhorst (hoofddorp) | 2.785           | 1290                                  | Ligging: |
| Oberbauerschaft       | 2.985           | 1121                                  | Ligging: |
| Schnathorst           | 2.706           | 1244                                  | Ligging: |
| Tengern               | 1.993           | 1151                                  | Ligging: |
|                       |                 |                                       | Ligging: |

Peildatum bevolkingscijfer: 31 december 2019. Totaal aantal inwoners van de gehele gemeente: 13.813. Ontleend aan de gemeentewebsite. Naar schatting twee-derde van de inwoners van de gemeente is evangelisch-luthers. 
Deze Ortschaften waren tot aan de gemeentelijke herindeling in 1973 alle zelfstandige gemeentes. Vermeldenswaardig is, dat de tot dan toe allerkleinste gemeente van geheel Noordrijn-Westfalen, Huchzen, waar slechts enkele tientallen mensen woonden, geen aparte Ortschaft werd, maar aan Tengern werd toegevoegd.

## Geografie, infrastructuur

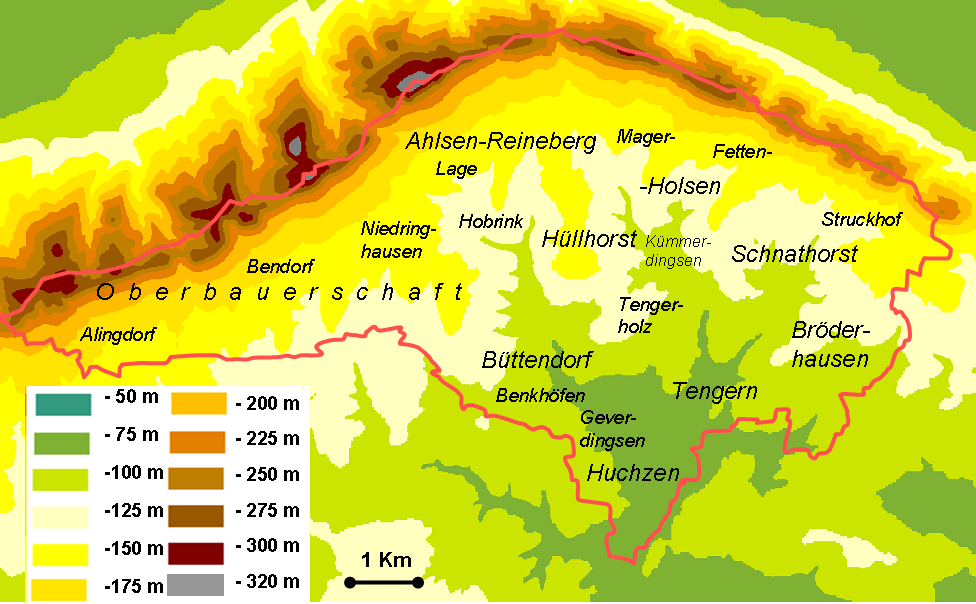
Reliëfkaart van Hüllhorst
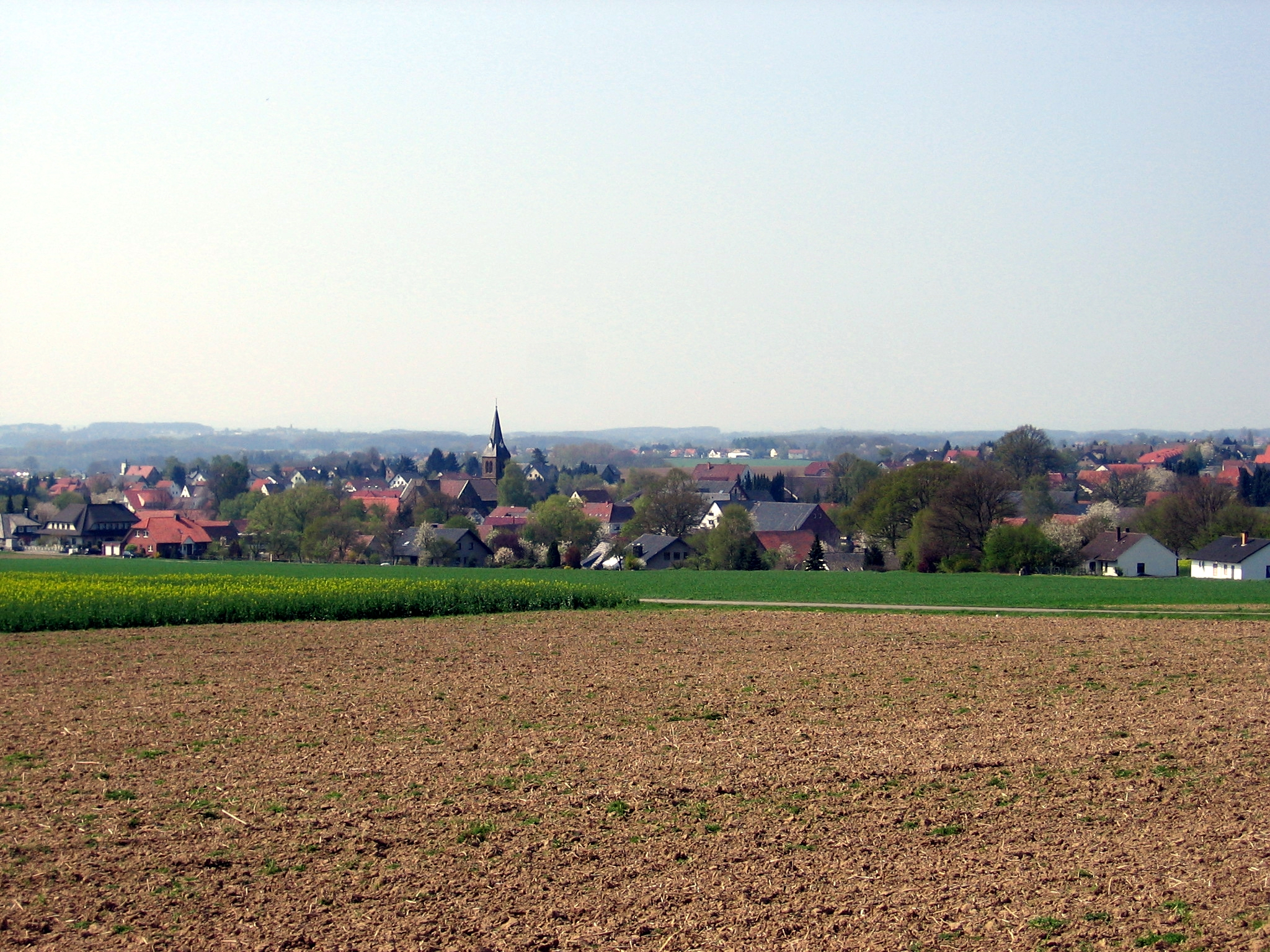
Gezicht op Schnathorst vanaf het Wiehengebergte
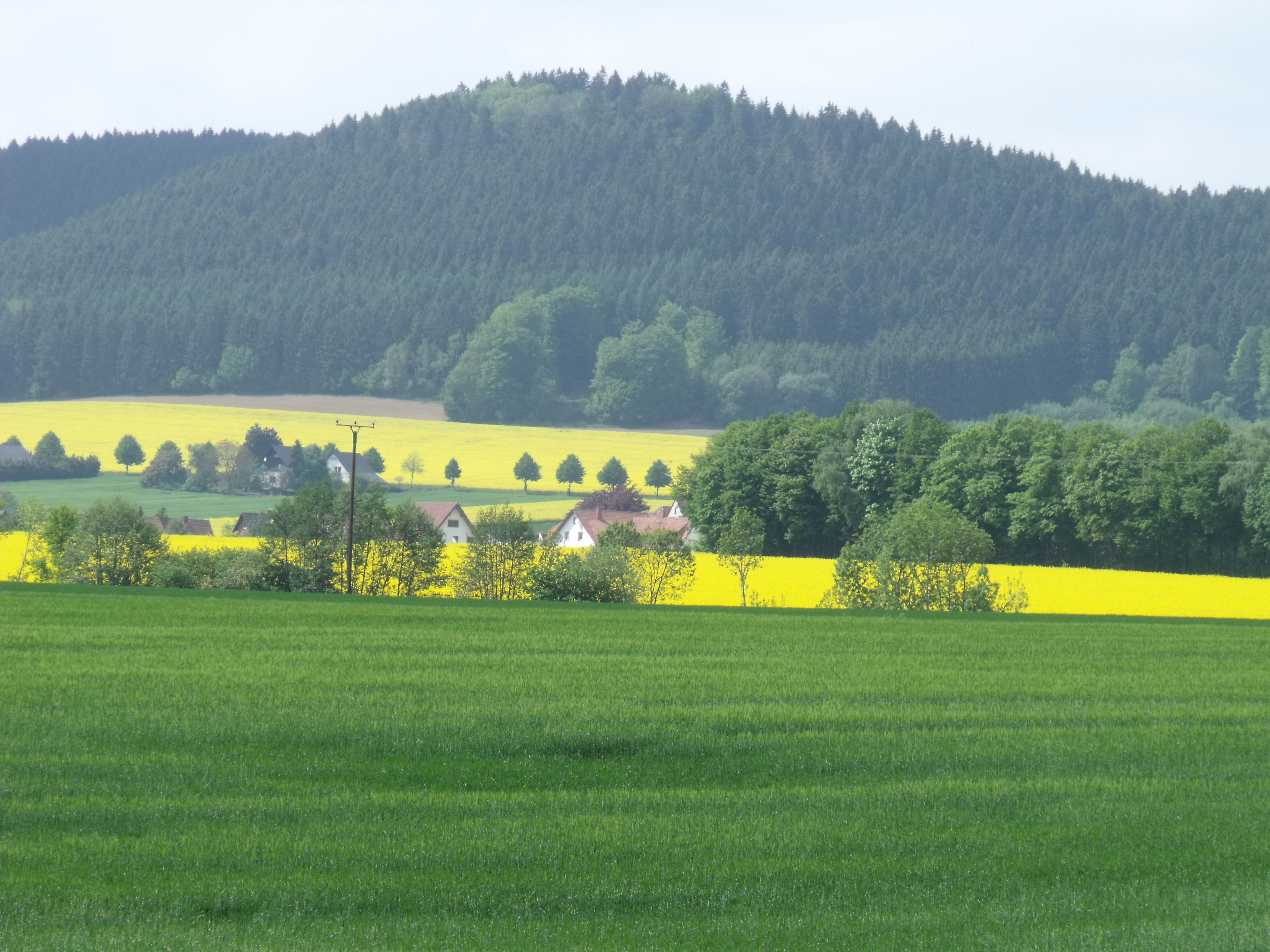
Zuidkant van de  315 m hoge Kniebrink, Oberbauerschaft

Het noorden van de gemeente maakt deel uit van het Wiehengebergte. Eén van de hoogste toppen van deze bergrug, de Kniebrink, ligt in de Ortschaft Oberbauerschaft van de gemeente Hüllhorst. Het midden en zuiden van het gebied wordt tot de Ravensberger Mulde gerekend.
In de gemeente bevinden zich geen wateren van belang. De door Hüllhorst stromende beken wateren ten zuiden ervan af in de Werre, een zijrivier van de 15 à 20 kilometer ten oosten van het gemeentegebied stromende Wezer. De beken zijn niet bevaarbaar, en hebben doorgaans een grote ecologische waarde; enkele beekdalen vormen dan ook natuurreservaten. Deze zijn slechts in beperkte mate te bezoeken.

### Buurgemeentes
- In het noordwesten: Preußisch Oldendorf
- In het noorden, aan de overkant van het Wiehengebergte: Lübbecke en verder oostelijk: Hille
- In het (zuid)oosten: Bad Oeynhausen (alle in de Kreis Minden-Lübbecke).

- In het zuiden: Löhne en Kirchlengern
- In het zuidwesten: Bünde
- In het westen, de grenslijn is zeer kort: Rödinghausen (alle in de Kreis Herford).

### Wegverkeer
De belangrijkste verkeersader, in noord-zuidrichting, is de Bundesstraße 239 Espelkamp - Lübbecke - Oberbauerschaft - Kirchlengern - Herford.
Vanuit Schnathorst voert een bijna 5 km lang weggetje over het Wiehengebergte naar de west-oost verlopende Bundesstraße 65 Lübbecke - Minden.
Vanuit Hüllhorst kan men over een 9 km lange route van binnenwegen via Tengern zuidwaarts naar Mennighüffen (gem. Löhne) rijden en van daar naar afrit 30 van de Autobahn A30 dicht bij Bad Oeynhausen.

### Openbaar vervoer
De gemeente is niet per trein bereikbaar. Van en naar de naburige stadjes Bad Oeynhausen, Löhne en Lübbecke rijden, doorgaans op maandag t/m vrijdag tussen 6 uur 's morgens en acht uur 's avonds, ieder uur lijnbussen. Daarnaast zijn er enkele, weinig frequente, school- en belbusdiensten. In het algemeen is het openbaar vervoer in de avonduren en de weekends uiterst beperkt. Veel inwoners van de gemeente gebruiken voor korte ritten de fiets. Dit wordt ook sterk door de gemeente Hüllhorst gepromoot.
Het niet meer bestaande spoorlijntje Wallücker Willem (meer officieel: Wallückebahn) reed van 1897 tot 1937 van station Kirchlengern via o.a. Station Löhne en Tengern, gemeente Hüllhorst met zowel goederen- als langzaam rijdende (25 km/h) passagierstreinen van en naar een mijnbouwgebied in het Wiehengebergte. Zie: Station Kirchlengern.

## Economie
De in het Ortsteil Schnathorst staande computerfabriek Wortmann AG, met rond 650 medewerkers, is de grootste werkgever van de gemeente. Daarnaast zijn op de bedrijventerreinen nog diverse kleinere bedrijven aanwezig, zowel enkele kleine fabrieken van zeer uiteenlopende producten, als midden- en kleinbedrijf voor de lokale of regionale markt. Hieronder zijn twee ondernemingen van meer dan regionaal belang:
- Jeans Fritz: keten van 300 winkels in goedkope vrijetijdskleding en jeans met hoofdkantoor te Tengern.
- de reeds sinds 1860 bestaande dakpannenfabriek in Kümmerdingsen onder Holsen.

Gezien het vele natuurschoon is het wandel- en fietstoerisme voor Hüllhorst van groot economisch belang. Het belang van de agrarische sector daarentegen is sedert 1970 geleidelijk afgenomen.

## Geschiedenis
De historische uiteenzetting, die onder Ravensberger Mulde, hoofdstuk: Bevolking, vermeld staat, is ook op Hüllhorst van toepassing.
De dorpsnaam Schnathorst wijst op de aanwezigheid van een grensgebied. Schnad of Schnat is een oud dialectwoord voor grens. Een Schnadgang was in grote delen van Duitsland tot aan de 19e eeuw een rondgang langs de boerderijen om te inspecteren of men de erfgrenzen niet had verlegd.
Alle dorpen in de gemeente ontstonden in de middeleeuwen, zie bovenstaande tabel. De burcht Reineberg, waarnaar het dorp Ahlsen- Reineberg heet, werd door het Prinsbisdom Minden op een heuveltop juist over de noordgrens met Lübbecke, in 1220 gebouwd als strategische grensversterking tegen naburige heren (Bisdom Osnabrück, Graafschap Ravensberg, Graafschap Tecklenburg). De burcht werd in de 18e eeuw geslecht. De gemeente behoorde in de middeleeuwen tot het Prinsbisdom Minden, waarmee het in de 16e eeuw tijdens de Reformatie overging tot het evangelisch-lutherse geloof. Na de Vrede van Münster (1648) viel dit toe aan Brandenburg-Pruisen, vervolgens het Koninkrijk Pruisen en vanaf 1871 het Duitse Keizerrijk. 
Het dorp Tengern is in 1726 grotendeels verwoest door een zeer grote brand, maar in de jaren daarna herbouwd.
De periode van de huisnijverheid in de textielsector (linnenweverij) begon hier kort voor of rond 1500. Deze nijverheid ging rond 1840 door concurrentie van elders en mechanisering teloor. Bij de Reformatie in de 16e eeuw ging de bevolking massaal, en blijvend, over naar de lutherse geloofsrichting.
Van ca. 1840-1860 was er grote armoede en vaak misoogst of hongersnood, velen uit Hüllhorst gingen emigreren naar de Verenigde Staten. Vanuit het naburige Bünde ontwikkelde zich daarna de tabaksnijverheid, met name de productie van sigaren, die rond 1950 eindigde. De Tweede Wereldoorlog bracht de gemeente geen materiële oorlogsschade van betekenis toe. 

## Bezienswaardigheden

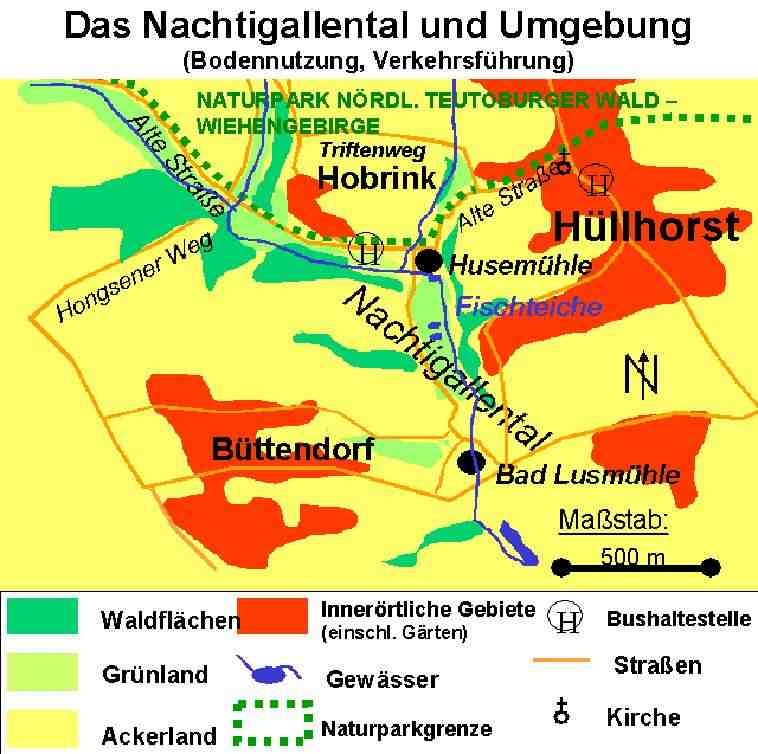
Kaart Nachtigallental

- In de gemeente ligt een deel van het Wiehengebergte. Zie reliëfkaart: Twee van de hoogste toppen van deze bergrug liggen in of op de grens van de gemeente.
- Vooral in het Wiehengebergte, maar ook elders in de gemeente, zijn goede wandel- en fietsmogelijkheden. Door het noorden van het gebied lopen verscheidene langeafstands-fiets- en -wandelroutes.
- In de gemeente staan enkele interessante molens, o.a. een opvallend grote, uit 1797 daterende, rosmolen te Kniendorf, in de Ortschaft Oberbauerschaft.
- Bij de na 1990 herbouwde watermolen Husenmühle (met horecagelegenheid) begint het 1 km lange  Nachtigallental, waar tot in de vroege 19e eeuw inderdaad veel nachtegalen voorkwamen. Het is een door de bevolking van de omliggende dorpen veel gebruikt wandel- en recreatiegebied, dat grotendeels bebost is. Er zijn hengelvijvers en plekken voor openbaar barbecuen. Ook is er een zogenaamd Bauernbad met een hoog zwavelgehalte, „Bad Lusmühle“, een miniatuur kuuroord. Zie bovenstaand kaartje.
- Te Schnathorst staat een klein speelgoedmuseum. De collectie bestaat vooral uit poppen en speelgoedautootjes.
- Oberbauerschaft en Hüllhorst-dorp bezitten kleine Heimatmuseen (streekmusea).

## Afbeeldingen

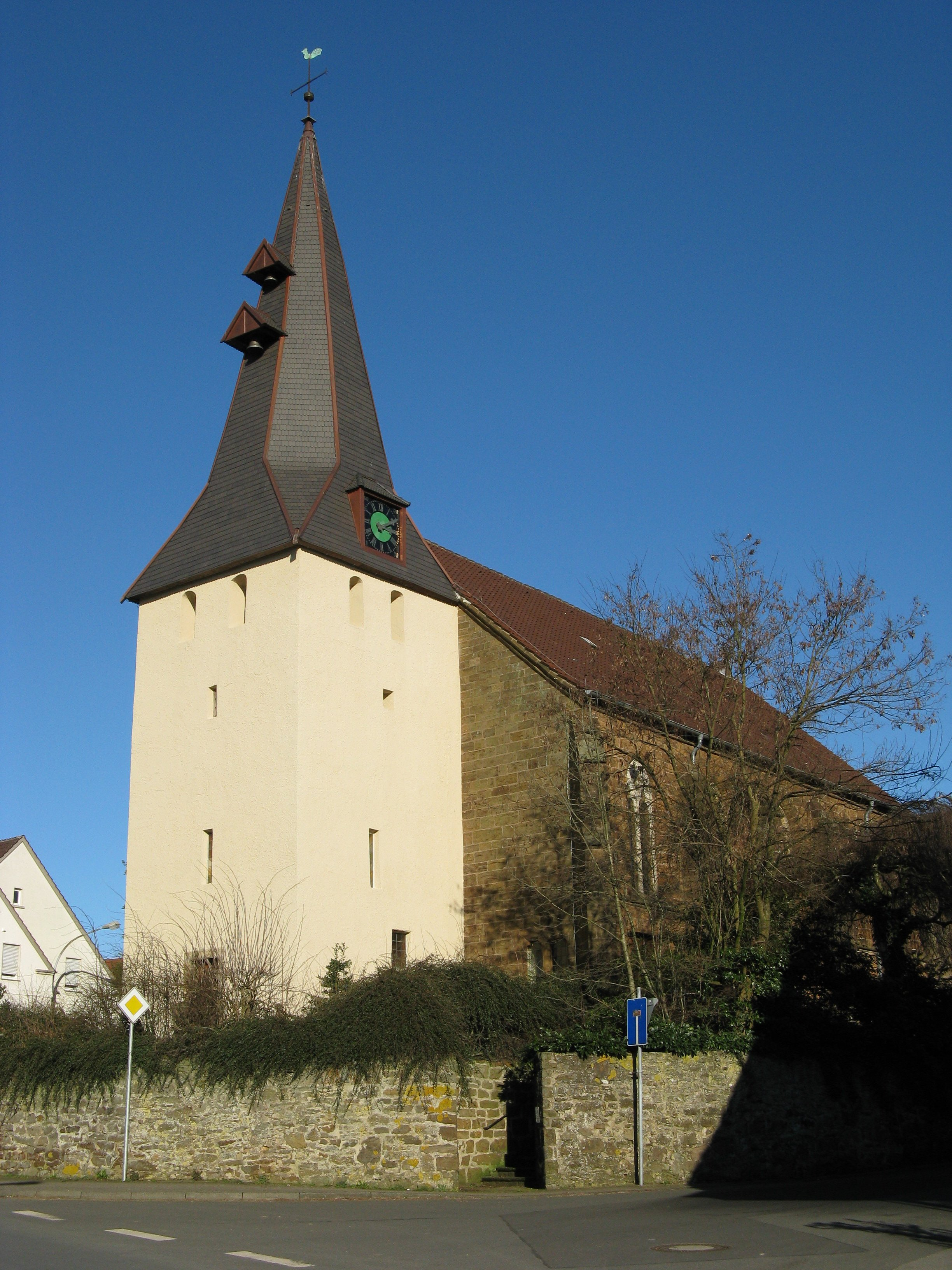
Andreaskerk[7] te Hüllhorst
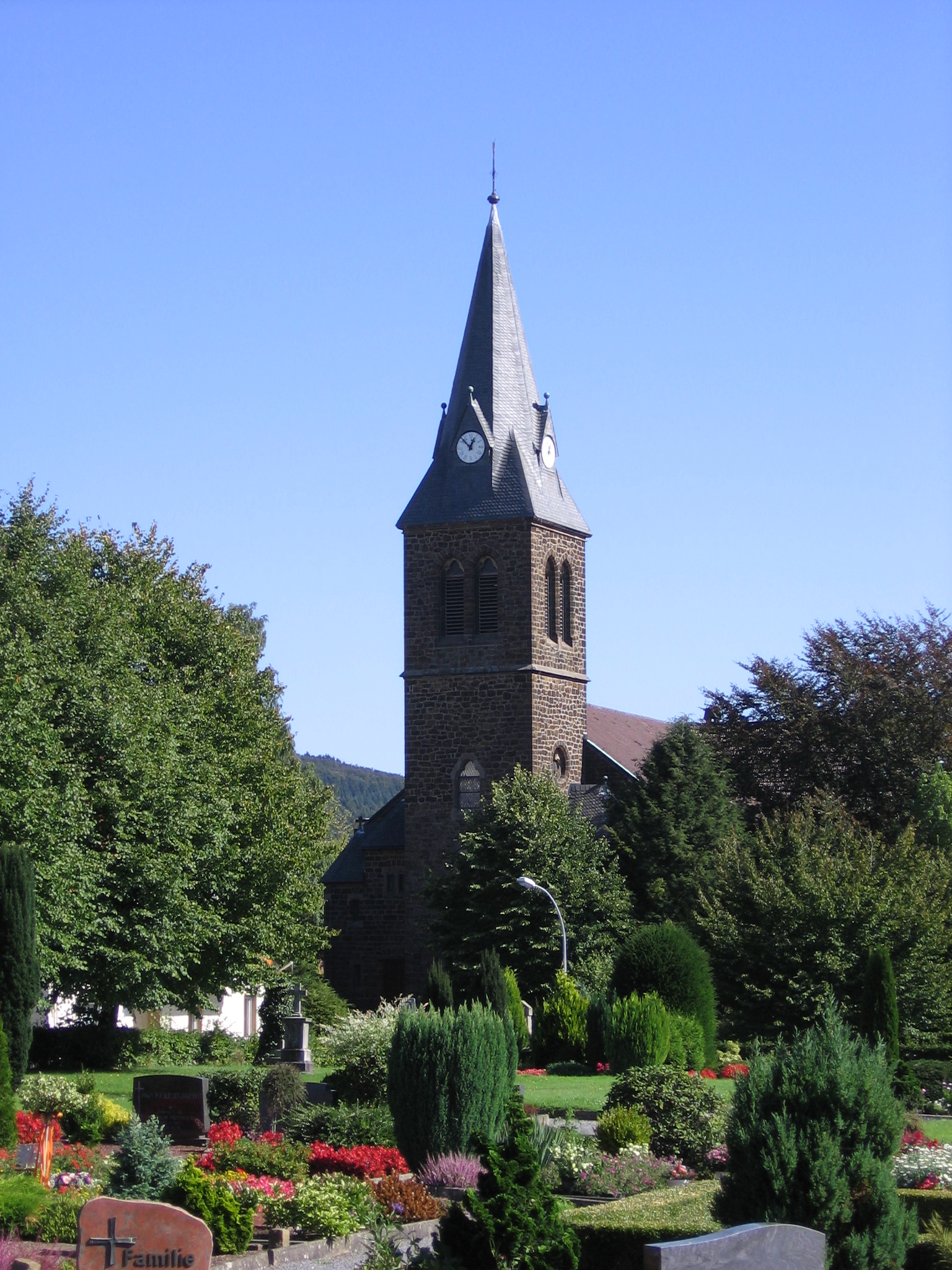
Kerk[8] van Schnathorst
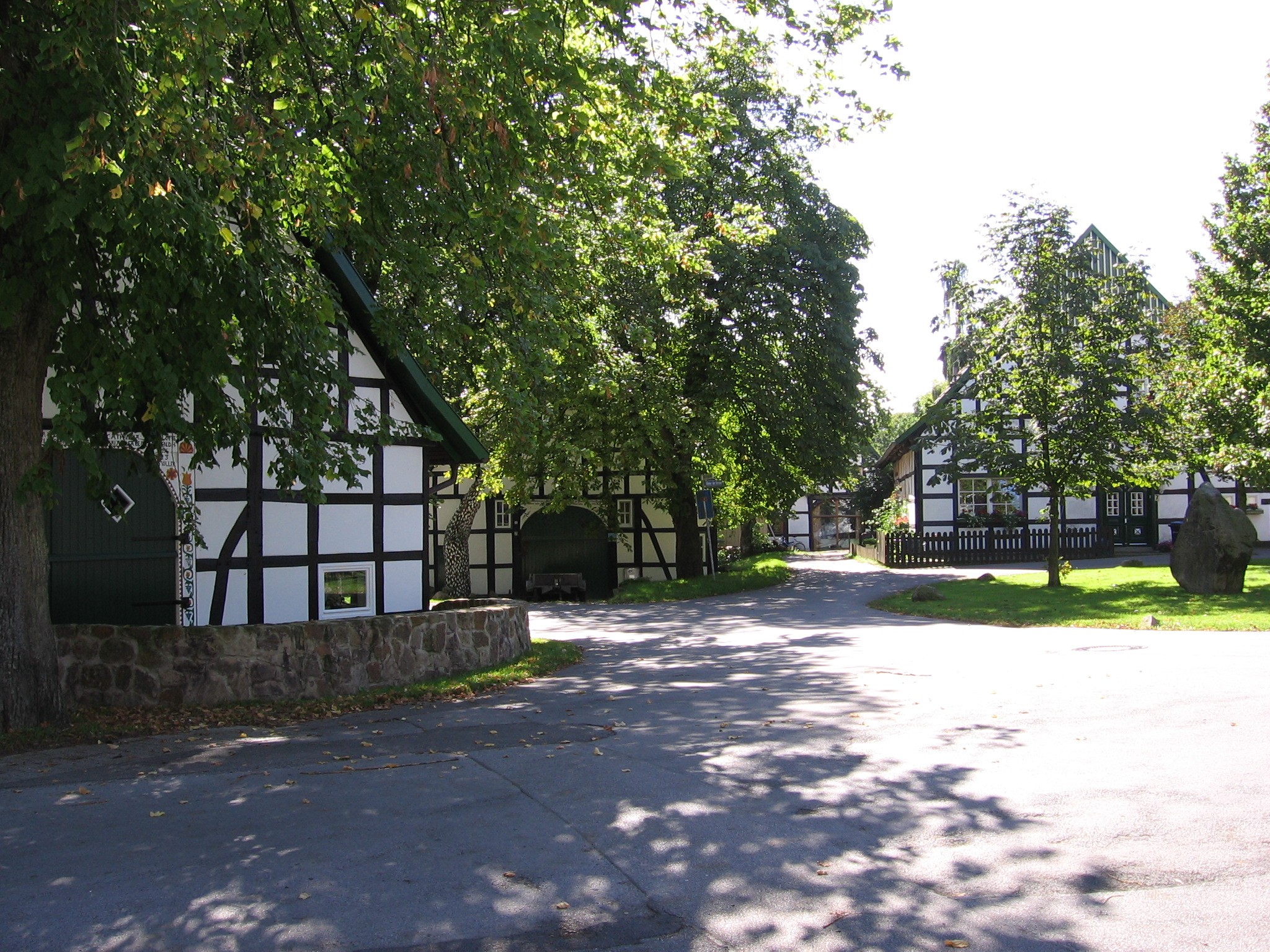
Dorpsgezicht Schnathorst
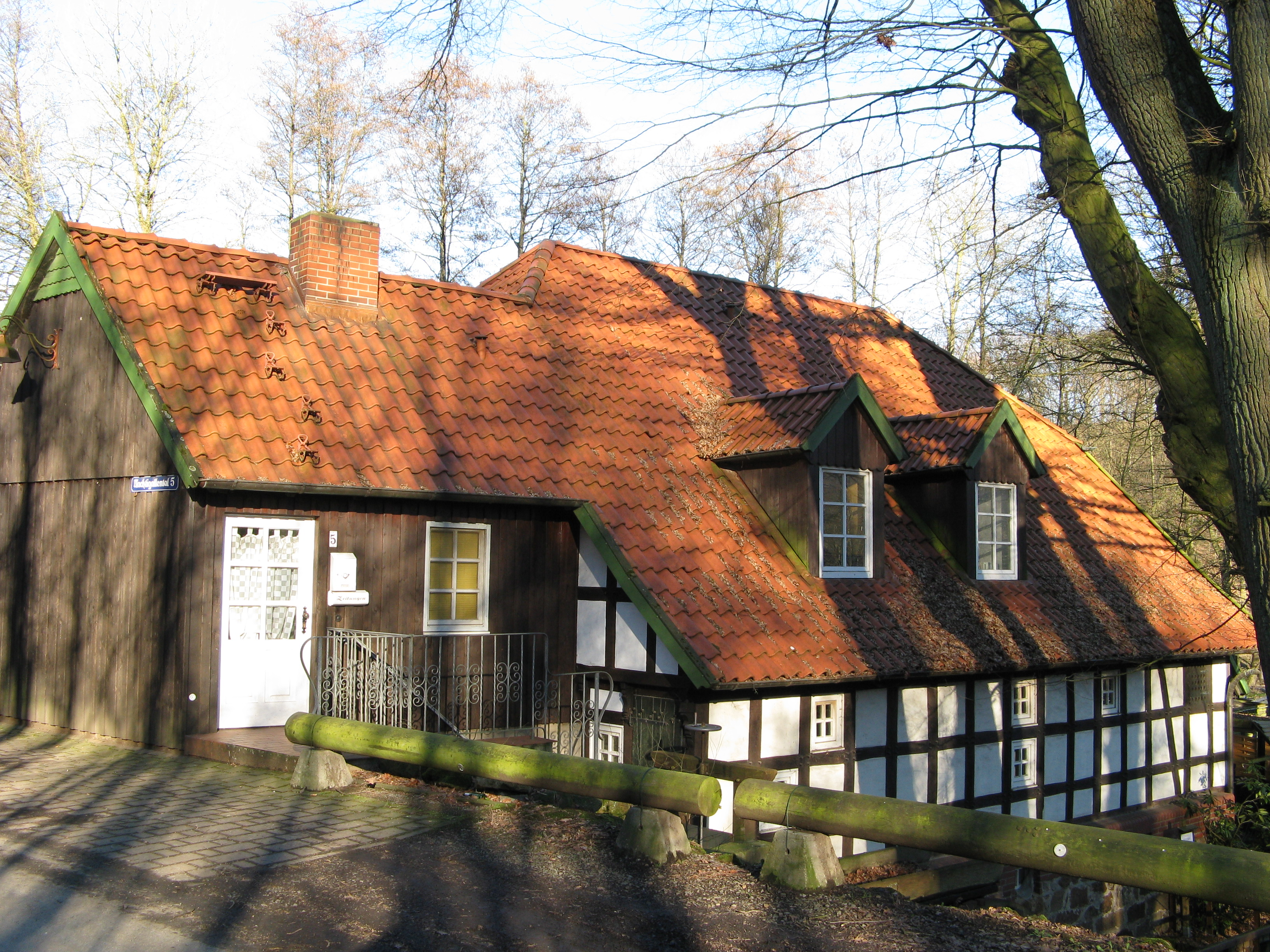
Husenmühle
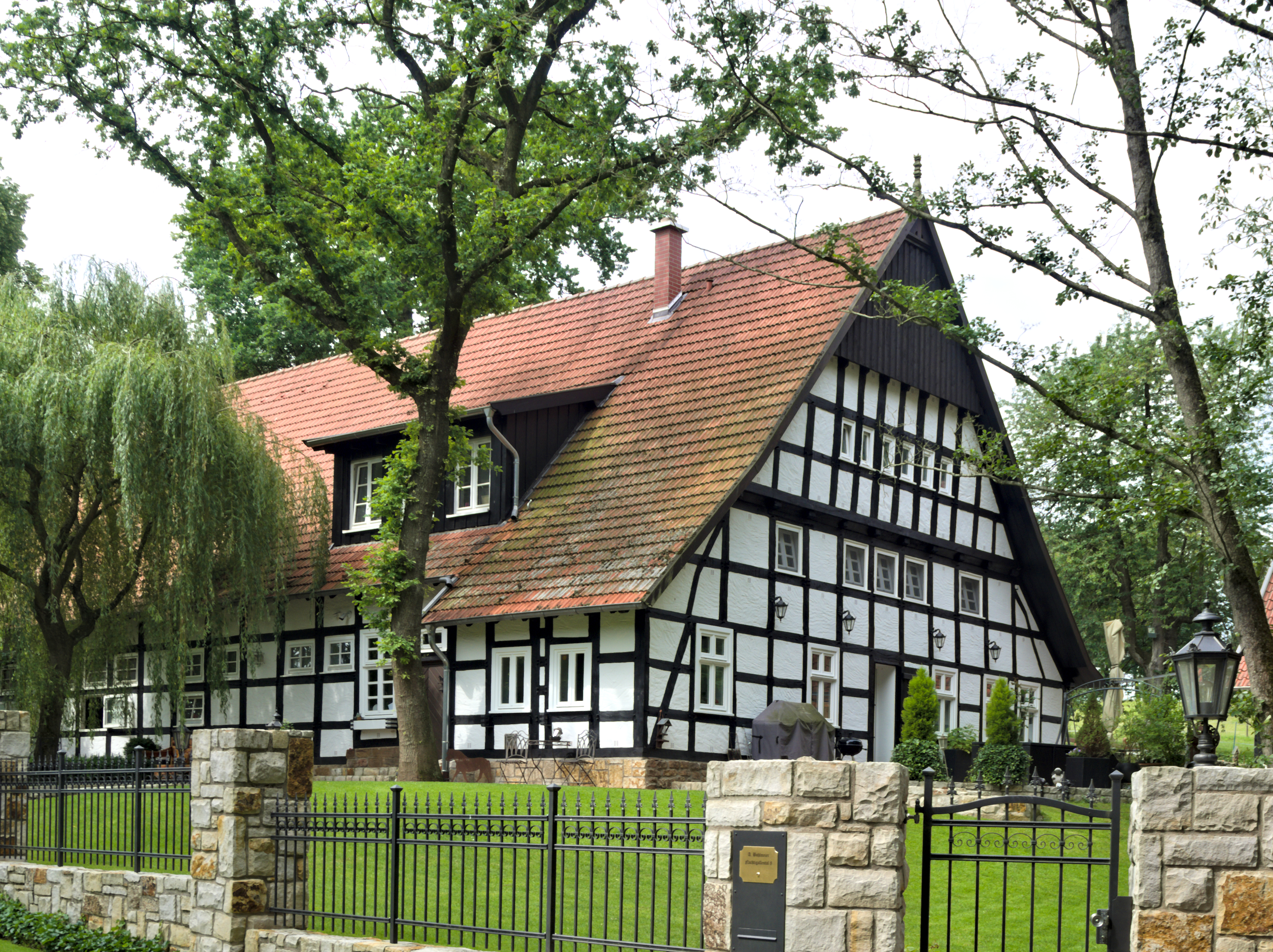
Boerderij Nachtigallental (eind 18e eeuw)
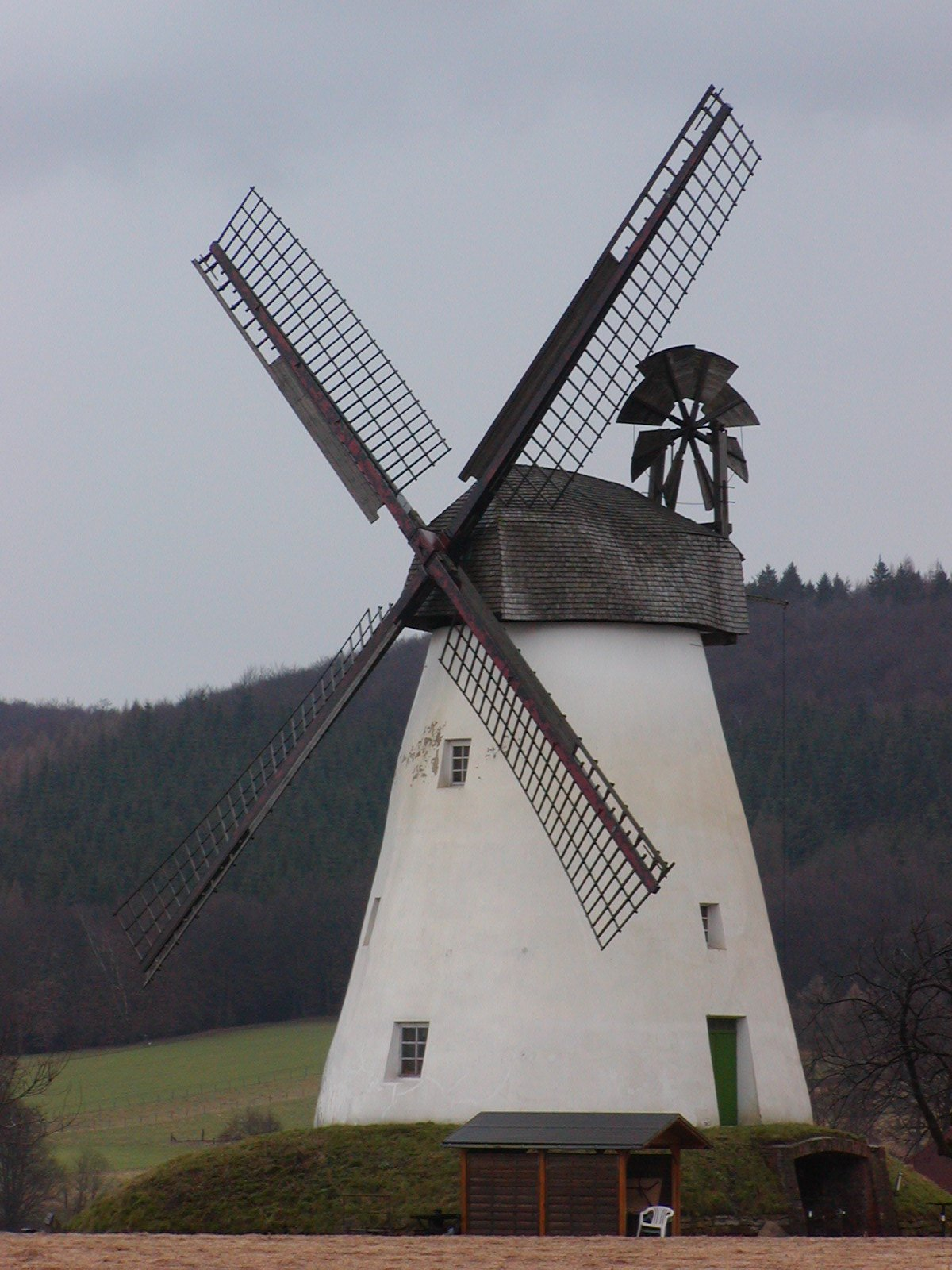
Windmolen Struckhof, iets ten oosten van Schnathorst
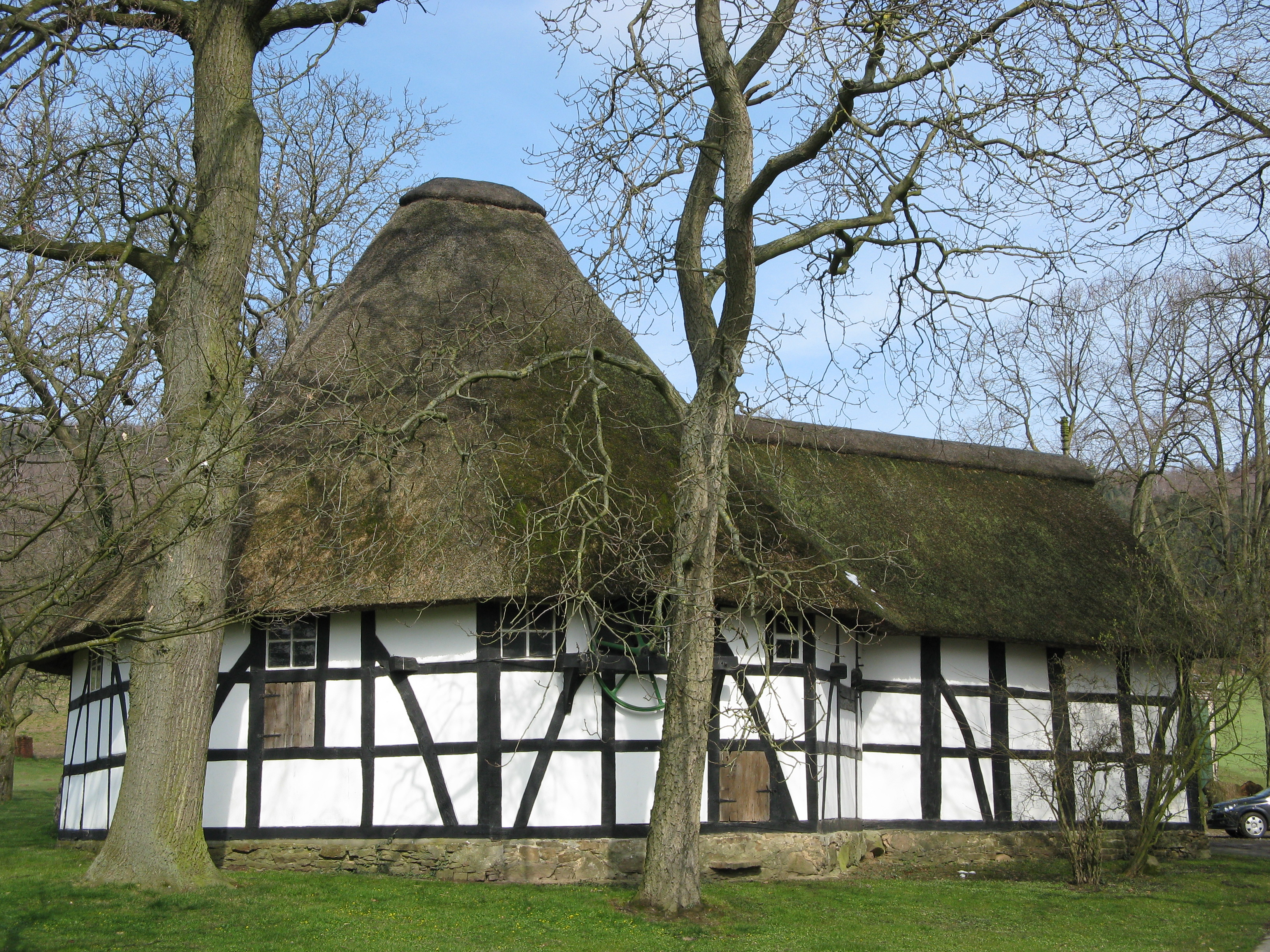
Rosmolen, Oberbauerschaft

## Partnergemeente
Sedert 1979 bestaat een jumelage met de gemeente Ingelmunster in België.
Bad Oeynhausen · Espelkamp · Hille · Hüllhorst · Lübbecke · Minden · Petershagen · Porta Westfalica · Preußisch Oldendorf · Rahden · Stemwede